# Marco Lucchinelli
Marco Lucchinelli, född 26 juni 1954 i Bolano i Italien, är en f.d. världsmästare i 500GP. Han har kört det snabbaste motorcykelvarvet någonsin på Nürburgrings klassiska nordslinga.

## Segrar 500GP
| Nummer | Grand Prix   | År   |
| ------ | ------------ | ---- |
| 1      | Västtyskland | 1980 |
| 2      | Frankrike    | 1981 |
| 3      | Holland      | 1981 |
| 4      | Belgien      | 1981 |
| 5      | San Marino   | 1981 |
| 6      | Finland      | 1981 |

## Segrar World Superbike
| Nummer | Bana           | Heat | År   |
| ------ | -------------- | ---- | ---- |
| 1      | Donington Park | 2    | 1988 |
| 2      | Österreichring | 1    | 1988 |